# Железный кулак (фильм)
«Железный кулак» (англ.  The Man with the Iron Fists) — фильм режиссёра RZA о боевых искусствах. Премьера в США состоялась 2 ноября 2012 года.

## Сюжет
События разворачиваются в Китае, приблизительно в середине — конце XIX века. Фильм расскажет историю чернокожего кузнеца, который умеет делать оружие и с легкой руки снабжает им всех, у кого есть чем заплатить. Китай того времени — жестокое место, поэтому оружие и знание навыков кунг-фу помогут жителям близлежащей деревни защитить свои дома и семьи от других кланов…

## В ролях
- Рассел Кроу — Джек Нож
- Кунг Ле — Бронзовый лев
- Люси Лью — Мадам Блоссом
- Байрон Манн — Серебряный лев
- RZA — Тадеуш Генри Смитт (Кузнец)
- Рик Юн — Икс-Блэйд
- Дэйв Батиста — Медный
- Джейми Чон — Леди Силк
- Пэм Гриер — мать Тадеуша
- Оуян Цзин — Чань
- Эндрю Лин и Грейс Хуанг — близнецы

## Критика
Эндрю Баркер из Variety назвал фильм «милым и воодушевляющим» и сказал, что он «веселее, чем должен быть». Баркер считал кузнеца слишком замкнутым, чтобы нести роль центрального персонажа, но похвалил второстепенные роли, особенно криминального авторитета Ле и Кроу, которые, по словам Баркера, «ухмыляясь, идут ва-банк так, как зрители ещё не видели». Баркер также похвалил музыку к фильму, но критиковал неровный тон сценария.
Манохла Даргис из The New York Times назвала его хаотичным, но приятным продуктом глубокой страсти к жанру боевых искусств. Даргис похвалила игру Кроу и «безвкусного злодея Байрона Манна с волосами в стиле хэви-метал и психопатической ухмылкой», но посчитала центральную роль RZA ошибкой, сказав, что «он слишком рецессивно присутствует на экране и не может сделать персонажа популярным, не говоря уже о том, чтобы удерживать ваш интерес».
Натан Рабин из The A.V. Club похвалил концептуализацию «богатой, кровавой, плотной вселенной, которую до самых незначительных деталей создал RZA», а также отметил «вызывающе театральный поворот» Кроу.

## Интересные факты
- Съёмки фильма проходили в Гонконге.
- Первая монтажная версия фильма длилась 4 часа. Режиссёр RZA хотел разделить материал на два полнометражных фильма, но соавтор сценария и продюсер фильма Элай Рот не согласился с таким вариантом. И в результате кропотливой работы создателям удалось сократить продолжительность фильма до приемлемых 90 минут экранного времени.
- Более двух лет заняла у RZA и Элая Рота работа над сценарием фильма, в котором они проработали все аспекты в сюжете и каждую деталь в используемом оружии.
- «Крик Вильгельма» можно услышать, когда Тадеуш бросает мужчину с балкона.
- Когда Рассел Кроу идет через комнату, он надевает очки, но, прежде чем он подходит к двери, очки падают. Однако, когда он открывает дверь мадам Блоссом, его очки снова на месте.